# Parade før Stormløbet mod Jylland...
|  | Denne artikel er oprettet af botten Steenthbot ud fra en ekstern database. Den kan derfor have sproglige fejl eller mangler. Denne skabelon kan fjernes efter kontrol af indholdet. |

Parade før Stormløbet mod Jylland... er en dansk dokumentarfilm fra 1945.